# Menhir von Oberfarnstädt
Der Menhir von Oberfarnstädt war ein vorgeschichtlicher Menhir bei Oberfarnstädt, einem Ortsteil von Farnstädt im Saalekreis, Sachsen-Anhalt.

## Lage
Der Stein befand sich etwa 100 m hinter dem ehemaligen Gut, in der Nähe des Weinbergs.

## Beschreibung
Der Menhir war pyramidenförmig und hatte eine Höhe von 7 Fuß (ca. 2,2 m) sowie eine Breite von 7,5 Fuß (ca. 2,3 m). Zum Material liegen keine Angaben vor. Seine Oberfläche wies neun Schälchen sowie ein modernes Bohrloch von einem gescheiterten Sprengversuch auf.
Funde aus der Umgebung des Menhirs stammen von der Schnurkeramischen Kultur, aus der Vollbronzezeit, der Latènezeit, der Völkerwanderungszeit und aus dem Mittelalter.